# Taishi Ci
Taishi Ci Ziyi (166/169 - 206/209) est un guerrier chinois du IIIe siècle au service du royaume de Wu.

## Biographie
À cause de son profond sens du devoir envers sa mère, il sauva en 193 Kong Rong, le vice-gouverneur de Beihai. Plus tard, il fuit la région avec Liu Yao vers Jianye, région neutre à l'époque. Liu Yao devient le gouverneur de la région et lève une armée avec les hommes se trouvant dans les alentours. 
Lorsque la région fut attaquée par Sun Ce, Taishi Ci se battit contre lui, d'abord lors d'un duel sur le champ de bataille qui fut interrompu par les soldats de Sun Ce volant à son secours, puis lors d'un siège. Capturé par Sun Ce, celui-ci détacha immédiatement Taishi Ci et lui proposa de devenir son subordonné. Taishi Ci étant réticent à accepter, le Petit Conquérant lui dit : « Vous êtes un dragon endormi, mais en tant que tel, vous avez besoin d'un endroit où nicher pour mieux voler aux cieux. Vos précédents liges ont malheureusement échoué à reconnaître vos talents. » Taishi Ci était d'humeur à accepter, mais il le mit à l'épreuve. 
Lors de la bataille, plusieurs milliers de soldats de Taishi Ci avaient fui, s'étant dispersés après que l'armée de Sun Ce a mis le feu à la ville. Taishi Ci demanda un délai de trois jours pour partir à leur recherche et les ramener au service de Sun Ce. Les autres officiers déconseillèrent à leur seigneur d'accepter, craignant qu'il ne cherche qu'une occasion de s'enfuir, voire pour les attaquer en douce. Mais Sun Ce défendit Taishi Ci en disant qu'il avait la réputation d'un homme d'honneur, et que même s'il trahissait, ce faisant, sa confiance, cela signifierait qu'il pourrait se reprocher à lui-même de ne pas avoir su en faire un bon subordonné. Taishi Ci partit donc et revint trois jours après avec 3 000 soldats et officiers, rejoignant Sun Ce dans le but de bâtir un nouveau monde. 
Taishi Ci servit fidèlement sous les ordres de Sun Ce jusqu'à la mort de ce dernier, il fut ensuite un général très influent auprès de Sun Quan, le frère de Sun Ce. Après la mort de Sun Ce, Cao Cao demanda à Taishi Ci de se rendre. Taishi Ci refusa. 
Taishi Ci mourut de causes naturelles plus tard, en 206, et il fut inhumé au pied de la colline Beigu à Nanxu. Une autre hypothèse est également avancée : il aurait été tué par Zhang Liao à la bataille d'Hefei alors qu'il protégeait Sun Quan.
Il eut un fils prénommé Taishi Heng.